# Madragoa
Madragoa ist ein portugiesischer Musikfilm und Filmdrama des Regisseurs Perdigão Queiroga aus dem Jahr 1952.

## Handlung
Der volkstümliche Arbeiter José "Zé" Luís arbeitet beim reichen Fleischer Santana, seinem Patenonkel, und ist verliebt in dessen Tochter Clara. Santana will seine Tochter aber mit dem wohlhabenden D. Eusébio verheiraten und verspricht sich davon den nötigen Kapitalzufluss für seine geplante Fabrik.
Als Santana von der angehenden Beziehung zwischen Zé Luís und Clara erfährt, entlässt er Zé und zwingt ihn zur Heirat mit Margarida, eine wie Zé mittellose junge Frau aus dem Viertel. Zé Luis muss nun noch härterer Arbeit am Hafen nachgehen und entschließt sich schließlich, in die portugiesischen Kolonien in Afrika zu gehen.
Das Schicksal bringt danach alle Pläne durcheinander und stellt die gesellschaftlichen Normen am Ende auf den Kopf, als Santanas große Expansionspläne mangels Kapital zu scheitern drohen, Zé aber wohlhabend zurückkehrt, und Clara und Zé nun doch noch zueinander finden können.

## Rezeption

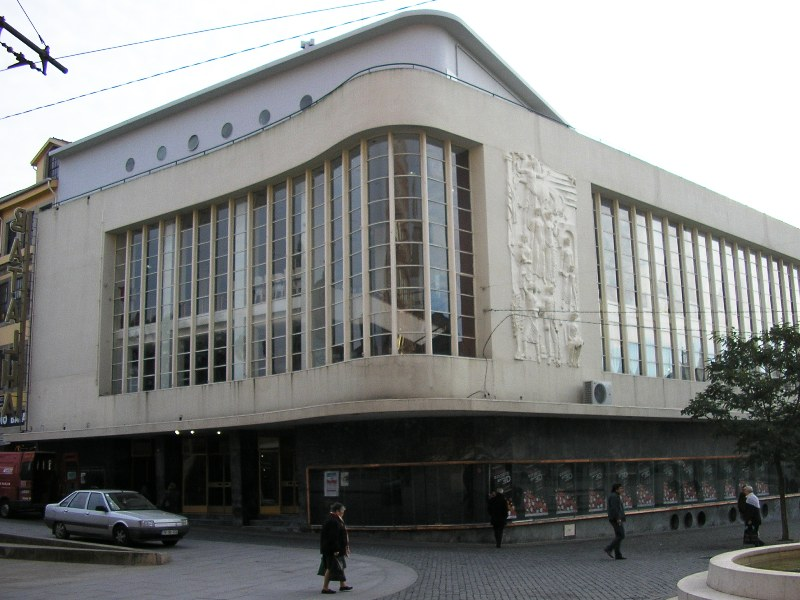
Das 1908 erbaute und 1947 umgestaltete Art-déco-Kino Cinema Batalha in Porto: hier hatte Madragoa 1952 Premiere.

Der Film feierte am 2. Januar 1952 im Cinema Batalha in Porto und am 11. Februar 1952 im Lissabonner Cinema Monumental Premiere. Mit der bekannten Fado-Sängerin Ercília Costa und der jungen deutschstämmigen Helga Liné in zwei Hauptrollen, spielt der Film im Madragoa-Viertel (Stadtgemeinde Estrela), einer der Geburtsorte des Fados, neben der Mouraria und der Alfama.
Das nur andeutungsweise sozialkritische Drama, mit Musikeinlagen, romantischen Episoden und komischen Szenen, enttäuschte die Kritik durch zu viel Melodramatik, zu wenig überzeugende Schauspielleistungen der häufig zu platt und stereotyp angelegten Figuren, und einer zu systemkonformen Darstellung eines nur oberflächlichen Gegensatzes von Arbeit und Kapital, das sich entsprechend der Salazar-Ideologie in einem ausgleichenden Korporatismus auflöst. Systemkonform vermeidet der Film den offenen Klassenkonflikt und kann die Kritik einzig retrospektiv in rein dokumentarisch wertvollen Momenten besänftigen, etwa in Fadovorträgen, den Aufnahmen von noch menschenleeren Neubauvierteln und Alleen (etwa der hier noch im Bau befindlichen Av. João XXI.), oder dem letzten Filmauftritt des Schauspielers Estevão Amarante. Die Zeit überdauerte dagegen das Titellied, geschrieben von Frederico Valério (Musik) und João Basto (Text), und danach von einer Vielzahl Fadosängerinnen interpretiert, darunter Amália Rodrigues.
Nach dem deutlich engagierteren Manuel Guimarães war Queiroga der wichtigste Regisseur in dieser Phase des Portugiesischen Films, als die unnachgiebige Zensur des Estado Novo-Regimes und die systemtreuen Schaltstellen des Filmbetriebs, aber auch das nachlassende Zuschauerinteresse jede mutigere Weiterentwicklung verhinderten. Nach Sonhar É Fácil war Madragoa sein zweiter Versuch eines inhaltlich relevanten Films. Jedoch beschränkten die Umstände auch diesen Film, und das portugiesische Kino geriet immer stärker in die Krise. Queiroga drehte danach immer konventionellere Spielfilme und ungefährlichere Dokumentarfilme.
Der Film wurde von Edivídios als VHS-Kassette veröffentlicht.